# Черниш Олег Миколайович
Оле́г Микола́йович Черниш (нар. 9 лютого 1963, Березне, Рівненська область, УРСР, СРСР) — член Національної ради України з питань телебачення і радіомовлення (з 07.2014).

## Життєпис
У 1980—1985 роках навчався у Київському державному педагогічному інституті.
З 1994 працював у Об'єднанні недержавних телерадіостанцій України «УНІКА-ТВ» на посадах редактора, директора з питань телевізійних програм, а згодом — директора департаменту з питань програмної політики і планування, директором з питань програмної політики у ТОВ «УНІКА-TV».
1999—2006 — у ЗАТ «Новий канал» працював начальником відділу розвитку, директором із розвитку.
Таку саму посаду обіймав упродовж двох років і в ТОВ «Музичне телебачення».
Має нетривалий досвід роботи в ТОВ «Українська цифрова мережа».
8 років був керівником департаменту розвитку мережі мовлення ТОВ «Телерадіокомпанія Студія 1+1».
Обраний членом Національної ради України з питань телебачення і радіомовлення. Верховна Рада обрала четвірку членів Нацради: Котенко, Ільяшенко, Герасим'юк, Черниш 4 липня 2014 року.
У 2018 році Олег Черниш навмисне бойкотував засідання Національної ради України з питань телебачення і радіомовлення, у зв'язку з чим інші члени Нацради, у своїй заяві, звинуватили його у лобіюванні інтересів деяких каналів, зокрема «1+1» та «Інтер».

## Сім'я
Дружина — Чобітько-Черниш Наталія Михайлівна[джерело?], Сапоненко Марія Юріївна — пасербиця,[джерело?] Черниш Андрій Олегович — син.